# Коскульська сільська рада
Коску́льська сільська рада (рос. Коскульский сельский совет) — сільське поселення у складі Світлинського району Оренбурзької області Росії.
Адміністративний центр та єдиний населений пункт — селище Коскуль.

## Населення
Населення — 247 осіб (2019; 323 в 2010, 584 у 2002).